# 石雕公園
25°01′45″N 121°28′10″E / 25.02929°N 121.469378°E
石雕公園，位於新北市板橋區雙十路農村公園旁，鄰近捷運江子翠站是一處新興現代休閒景觀園地。
園內佔地寬廣，闢有石雕景觀區、中國亭廊造景區、龍頭魚身水池、觀世音菩薩巨像、農會亭、兒童遊戲區等，春天時花團錦簇，與綠色草坪相襯，賞心悅目、身心舒暢，是假日親子休閒的好去處。
公園面吳鳳路50巷於2012年完工的江翠派出所，獲得新北市第二屆都市設計大賞，氣派而具現代感的玻璃帷幕搭配金屬格柵的建築設計，以及沒有圍牆，用鏡面水池界定空間的設計，受到媒體推崇，比喻為彷彿涵碧樓般的建築設計。

## 設施

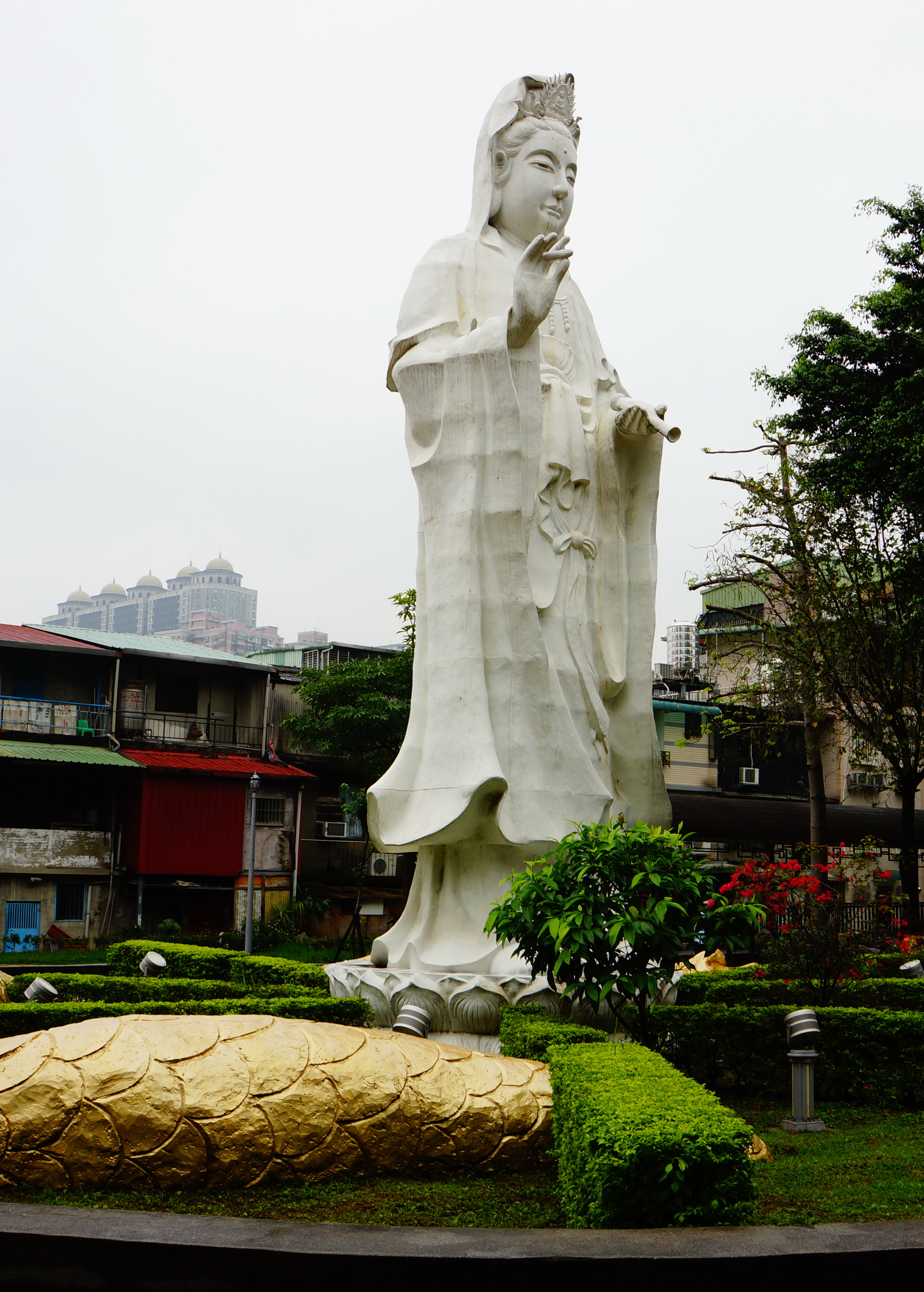
石雕公園觀音雕像

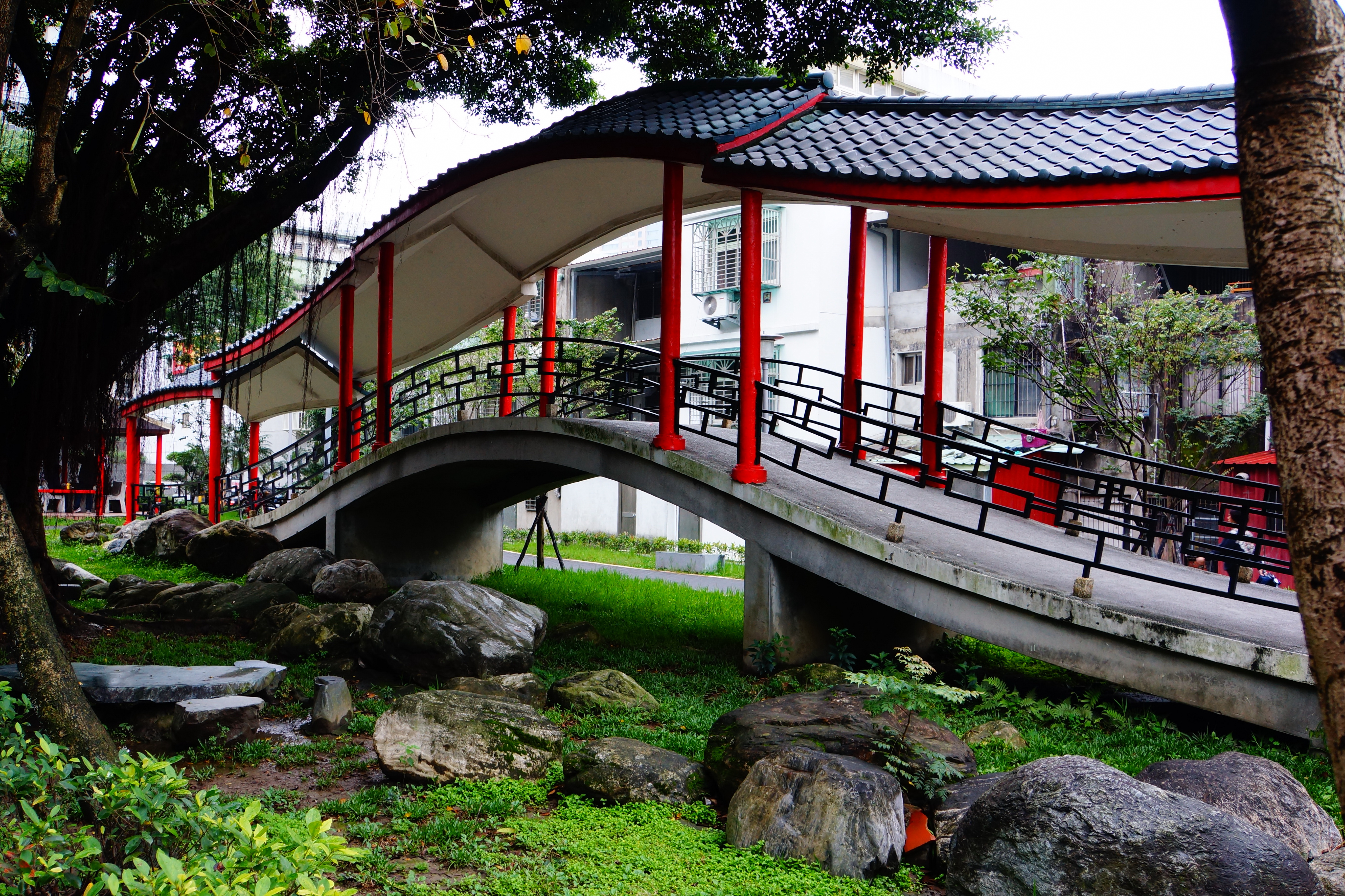
中國山水曲橋

配合江翠派出所的完工，原公園內平面停車場已重新規劃為公園設施，並栽種數十株山櫻花，為都市內一賞櫻去處。
- 各式石雕
- 觀音雕像
- 假山造景
- 中國山水曲橋
- 兒童遊具
- 人生圖騰
- 室外體健設施
- 環園步道
- 男廁、女廁、無障礙廁所

## 交通資料
1. 公車：233、264、245、310、701，於江翠國中下。
2. 捷運：搭板南線，於江子翠站下。